# Olanchito (kommun)
Olanchito är en kommun i Honduras.   Den ligger i departementet Departamento de Yoro, i den centrala delen av landet, 170 km norr om huvudstaden Tegucigalpa. Antalet invånare är 78 776.
Följande samhällen finns i Olanchito:
- Olanchito